# Pandi Kristo
Pandi Kristo (Korçë, 29 juli 1914) was een Albanees communistisch politicus.
Kristo was lid van de Albanese Communistische Partij (ACP) en werd na de overwinning van de communistische partizanen in november 1944 de naaste medewerker van Koçi Xoxe, de organiserende secretaris van het Centraal Comité van de ACP. In dezelfde maand werd Kristo in het politbureau gekozen en hij was minister zonder portefeuille. Xoxe en Kristo steunden maarschalk Tito's om Albanië op te nemen in de Federale Volksrepubliek Joegoslavië. Albanië zou dan een van haar deelstaten worden. De Albanese premier Enver Hoxha en zijn kliek waren hier fel op tegen, maar tot aan het voorjaar van 1948 had de Xoxe/Kristo groep binnen het Centraal Comité en het politbureau de meeste invloed.
In 1948 raakten de Sovjet-Russische leider Stalin en de Joegoslavische premier Tito in een ernstig conflict verzeild, wat leidde tot een breuk tussen Joegoslavië en de Sovjet-Unie (en dus automatisch ook met de statellietstaten van de USSR). Hoxha schakelde de pro-Joegoslavische kliek binnen het Centraal Comité uit en in november 1948 werden Xoxe en Kristo uit de partij gezet.
Tijdens een geheime zitting van de rechtbank werden Xoxe, Kristo en hun naaste medewerkers in mei 1949 berecht. Xoxe werd ter dood veroordeeld; Kristo en de andere medewerkers kregen lange gevangenisstraffen.
In zijn boek De Titoïsten omschrijft Hoxha Xoxe, Kristo en hun handlangers als "gevaarlijke agenten van Joegoslavië."